# قانون النقابات العمالية
صدر قانون النقابات العمالية بواسطة حمد بن عيسى بن سلمان آل خليفة ملك مملكة البحرين في 24 سبتمبر 2002.
القانون يعترف بحق العمال في التنظيم الجماعي على الرغم من أن البحرين لم تصادق على اتفاقيات منظمة العمل الدولية الخاصة بالحرية النقابية وحماية حق التنظيم 1948 والحق في التنظيم والمفاوضة الجماعية لعام 1949.
يتضمن القانون أحكاما للإضراب ولكن يقيد أنشطة عدد من الخدمات الأساسية.
كان التشريع جزء من عدد من الإصلاحات الرئيسية التي أدخلت برئاسة وزير العمل مجيد العلوي.